# Ta-jüan
Ta-jüan (čínsky pchin-jinem Dàyuān, znaky 大宛, česky Velká jüan) je čínský název pro starověký středoasijský stát v Sogdianě, konkrétně ve Ferganské kotlině, připomínaný v čínských pramenech od 3. století př. n. l. do 4. století. Ta-jüan bylo zřejmě helénistické království založené Řeky. Název se někdy vykládá jako možný čínský přepis názvu Iónové (Iónští Řekové), Ta-jüan by tedy doslova znamenalo „Velcí Iónové“.

## Historie

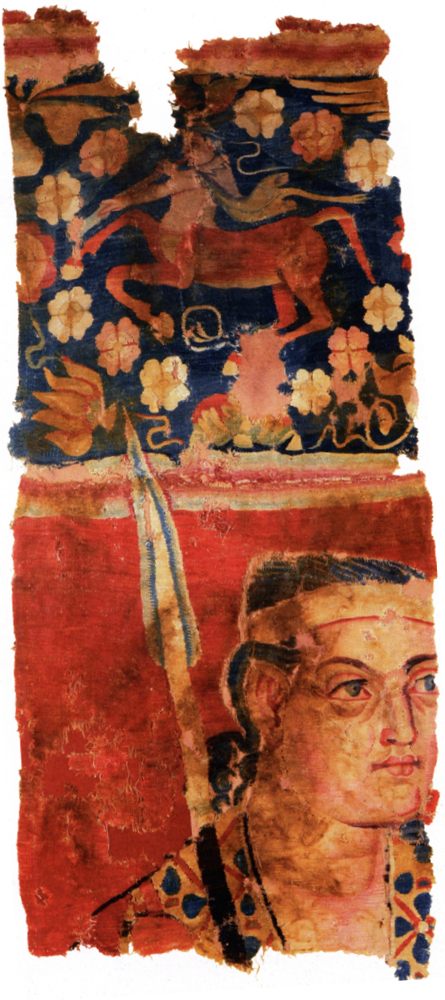
Patrně řecký bojovník na tapiserii z 3. století př. n. l. až 2. století n. l.

Nejstarší zmínka o zemi Ta-jüan pochází z roku 201 př. n. l. Zemi popsal Čang Čchien, vyslanec čínské říše Chan, který ji navštívil kolem roku 130 př. n. l., a jeho několik následovníků, jejichž informace převzali autoři čínských historických spisů Zápisky historika a Kronika Chanů.
Čínské zdroje popisují Ta-jüan jako zemi s množstvím opevněných měst (více než sedmdesáti) osídlených europoidním národem o několika desítkách tisíců hlav, dovedných jezdců, ale i zemědělců, řemeslníků a milovníků vína. Metropolí země byl Kuej-šan (貴山), dnešní Chudžant. Řemeslníci a vinaři byli pravděpodobně potomci řeckých kolonistů usazených v Alexandrii Eschaté (Chudžantu) Alexandrem Velikým roku 329 př. n. l. Podle některých historiků je i sám čínský název země Ta-jüan jen přepisem názvu Iónové, který byl asijským označením pro Řeky vůbec. Osídlenci prosperovali pod vládou Seleukovců a řecko-baktrijských králů, dokud nebyla kolem roku 160 př. n. l. země obsazena Saky, kočovníky íránské jazykové skupiny, a vzápětí od Baktrie izolována po vpádu Jüe-č’ů, kteří se kolem roku 155 př. n. l. pod tlakem Wusunů přesunuli ze Sedmiříčí (severně od Ferganské kotliny) na Amudarju.
Číňané si zvláště cenili místních „krev potících“ koní. Císař Wu-ti byl po počátečních neúspěších schopen roku 101 př. n. l. dosadit v Ta-jüanu poslušného panovníka. Poté se rozvinul obchod jak s koňmi, tak dálkový se západnějšími zeměmi po Hedvábné stezce. Čínské styky s Ta-jüanem měly historický význam jako první kontakt Číny se západní kulturou.
Začátkem 4. století Ta-jüan zanikl.